# Antanas Mockus

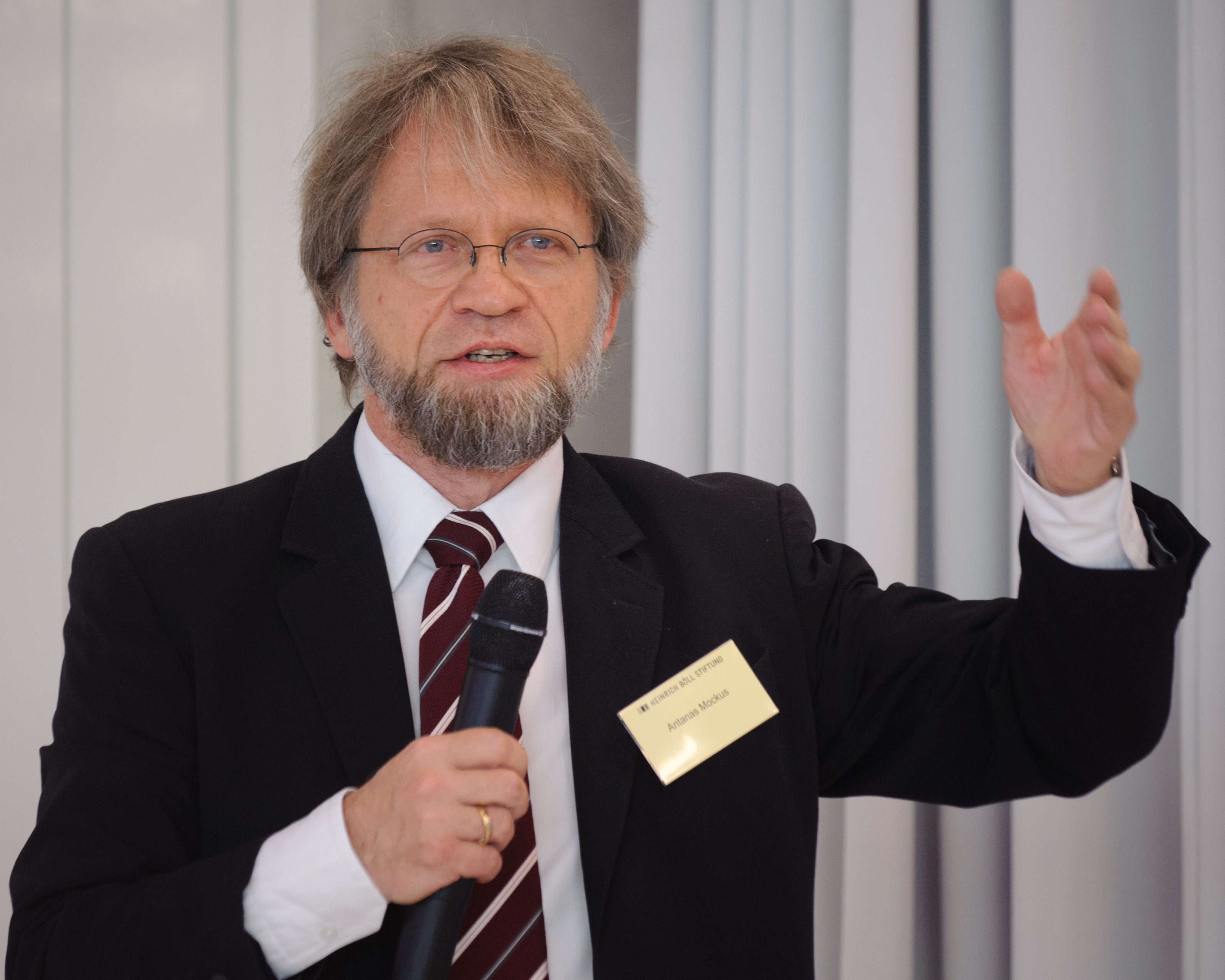
Mockus (2012)

Antanas Mockus Šivickas (* 25. März 1952 in Bogotá, Kolumbien) ist ein kolumbianischer Philosoph, Mathematiker, Politiker und ehemaliger Bürgermeister von Bogotá.

## Leben

### Familie und Ausbildung
Antanas Mockus ist Sohn litauischer Einwanderer, Nijole und Alfonsas, die vor den Folgen des Zweiten Weltkrieges flohen. Mit zwei Jahren konnte er schon lesen und schloss 1969 seine Schulzeit an der französischen Schule Liceo Francés Louis Pasteur de Bogotá mit Auszeichnung ab. Er studierte von September 1969 bis 1979 mit einem Stipendium Mathematik in Dijon, Frankreich und an der Universidad Nacional de Colombia, Kolumbien. 1974 reiste er nach Vilnius in Litauen, wo er von seinen Bekannten gebeten wurde, zu bleiben. Daraufhin antwortete er, „Mein Leben hat in Kolumbien einen Sinn“.

### Karriere an der Universität
1988 erwarb er den Magister in Philosophie an der Universidad Nacional de Colombia, nachdem er bereits vorher als Professor der Topologie dort gelehrt hatte. Im selben Jahr wurde er Vizerektor der Universität; ab 1991 war er Rektor. In diesem Amt wurde er durch seinen unüblichen Führungsstil und seine neuartige Pädagogik populär. Mit polemischen und aufsehenerregenden Aktionen wurde er über Bogotá hinaus bekannt: so fuhr er – was in Bogotá höchst unüblich ist – mit dem Fahrrad zur Arbeit, fasste sich bei einer Massenveranstaltung in Manizales an seinen Genitalbereich und zog vor einem lauten Auditorium, das ihn nicht zu Worte kommen ließ, seine Hose herunter und präsentierte seinen Hintern. Aufgrund des darauf folgenden Skandals wurde er 1993 seines Amtes enthoben; dennoch entschied sich Mockus, für den Posten des Bürgermeisters von Bogotá zu kandidieren.
Die Konsequenzen aus seiner Art zu protestieren waren ihm laut eigenen Angaben damals nicht bewusst. So wurden zwei Schüler von ihrer Schule suspendiert, als auch diese sich die Hosen runterzogen. Dass aber Taxifahrer im Streik diese Art von Protest nutzten, erklärte Mockus in einem Interview für besser als Steine zu werfen.

### Politische Karriere
Nach einem Wahlkampf ohne Werbung, ohne Versprechen und mit geringen finanziellen Mitteln (weniger als 1.000 US-Dollar), besiegte er bei der Wahl seinen Hauptwidersacher Enrique Peñalosa, der ihn 1998 im Amt ablöste. Am 1. Januar 1995 begann Mockus erste Amtszeit als Bürgermeister, die im April 1997 endete. Seine Regierung bestand aus Akademikern und nicht aus Politikern in den wichtigsten Posten.
Er schaffte es, die Finanzen der Hauptstadt zu sanieren, indem er Mittel erst dann freigab, wenn sie bereitgestellt waren. Obwohl viele seiner Methoden unpopulär waren, wie zum Beispiel die Kraftstoffbesteuerung, gewann er die Bürger für sich. Er reduzierte die Todesfallstatistik durch das Verbot von pyrotechnischen Mitteln, vor allem aber der Einführung seiner populärsten Regelung, La hora zanahoria. Im Ausland wurde er durch die Maßnahme, Autofahrer mittels Pantomimen zur Einhaltung der Straßenverkehrsordnung zu erziehen, berühmt. Durch seine erfolgreiche, freiwillige Kampagne zur Einsparung von Wasser bewies er die Effizienz seiner pädagogischen Methoden angewandt auf die Massen. In seiner Amtszeit änderte sich die Einstellung der Bürger zu ihrer Stadt. 1998 empfanden 67 %, dass die Stadt lebenswert sei, im krassen Gegenteil zu den 75 %, die sie davor als nicht lebenswert empfanden. Als die Stadt unter Wassermangel litt, trat Mockus in einer Fernsehwerbung auf, in der er unter der Dusche beim Einseifen das Wasser abstellte. Dies verringerte damals den Wasserverbrauch um 14 %. Die Quote hat sich heutzutage auf 40 % verbessert.
Während seiner Amtszeit überraschte Mockus immer wieder durch seine exzentrische Ader. Er heiratete eine Sozialarbeiterin in einem Zirkus bekleidet mit Trachten aus Fíque. Manchmal trug er Anzüge von Superhelden und improvisierte Raplieder. Mal trug er ein rosa Schwert aus Plastik mit in das Regierungsgebäude, um damit symbolisch für höhere Zuschüsse zu kämpfen.
Er legte sein Amt nieder, um für die Präsidentschaftswahlen 1998 zu kandidieren. Als größter Fehler seiner Karriere stellte sich dann sein Zugeständnis heraus, nun doch nur als Vizepräsident zu kandidieren, und zwar als Partner der Politikerin Noemí Sanín, die als klare Repräsentantin der altbekannten politischen Kaste galt. Die Bürger, die Mockus zum Bürgermeister wählten, taten dies, da er ein Repräsentant einer neuen sozialen Ordnung war. Als Konsequenz wurde er von Andrés Pastrana Arango besiegt.
Am 1. Januar 2001 wurde er von den Bürgern Bogotás wieder zum Bürgermeister gewählt und verlor dieses Amt 2003 an Luis Eduardo Garzón.

### Präsidentschaftskandidaturen
2004 gab Mockus seine Kandidatur für die Präsidentschaftswahlen in Kolumbien 2006 bekannt. Den ungewöhnlich frühen Zeitpunkt dieser Bekanntgabe begründete er damit, dass man den Weg genauso genießen solle wie das Ziel. Seine Kandidatur wird vom Movimiento Alianza Social Indígena, einer Partei der Eingeborenenvertreter, unterstützt. Zur Vorbereitung zu seiner Kandidatur begab Mockus sich einige Monate an die Universität Oxford (Nuffield College), um dort über politische Philosophie nachzudenken. Außerdem war er zwei Wochen lang „visiting fellow“ bei der Kennedy School of Government im Jahr 2004. Er kehrte im Herbstsemester 2004/2005 nach Harvard zurück, um dort zwei Spanischvorlesungen zu halten. Im November reiste er zur Universität von Virginia, um dort über positive sozialen Mechanismen in Verbindung mit seiner Amtszeit als Bürgermeister von Bogotá zu referieren.
Bei den Parlamentswahlen im März 2006 erhielt seine Wählervereinigung Team „Visionarios con Antanas“ keinen einzigen Sitz. Im selben Monat erklärte Mockus, die homosexuelle Ehe und die Adoption von Kindern in einer solchen als ein Ziel seiner Kandidatur. Dies steht im Kontrast zum amtierenden Präsidenten Uribe, der nur eine eingetragene Lebenspartnerschaft ermöglichen möchte.
Mockus erreichte im Mai 2006 in der Wahl zu Präsidenten etwas mehr als 134.000 Stimmen und wurde damit deutlich von Uribe geschlagen. Nach der Wahl gab er bekannt, dass er sich auch 2010 wieder zur Wahl stellen würde, das Amt des Bürgermeisters von Bogotá wolle er aber nicht wieder anstreben. Im Oktober 2006 gab Uribe bekannt, dass eine Kommission die Bildungsvorgaben für das Jahr 2015 vorbereiten soll, zu deren Mitgliedern Antanas Mockus seitdem gehört.
Obwohl mehrere Parteien versucht haben, Mockus als Kandidaten für die erneute Bürgermeisterwahl 2007 zu gewinnen, hat dieser kein solches Interesse bekundet. Ende Juni 2007 bekräftigte er, dass es sein Ziel sei, die Wähler über pädagogische Mittel davon zu überzeugen, ihr Wahlrecht intelligenter einzusetzen. Dieses Projekt läuft unter dem Namen Voto Vital, was so viel heißt wie wichtigste Stimme.
Mockus gab bekannt, dass drei Ex-Bürgermeister von Bogotá – Lucho Garzón, Enrique Peñalosa und er – mit der neuen Partei Alianza Verde gemeinsam in den Wahlkampf für die Präsidentschaft 2010 einsteigen würden. Da Peñalosa sich auf das Bürgermeisteramt von Bogotá bewerben möchte, sollte der Kandidat per Umfrage am 25. November 2009 zwischen Garzón und Mockus entschieden werden. Am 14. März 2010 wurde Mockus zum Präsidentschaftskandidaten und Vorsitzenden der Grünen Partei gewählt.
Als erster Kandidat in der kolumbianischen Geschichte gab Mockus Anfang April 2010 1,76 Millionen Euro an den Staat zurück, die seiner Partei für die Wahlbeteiligung zugestanden hätten. Er gab an, dass der Staat mit diesen Mitteln lieber Schulen bauen sollte. Mit 21,49 % der Wahlstimmen kam er in der ersten Runde der Präsidentschaftswahlen 2010 hinter Juan Manuel Santos vom Partido de la U mit 46,56 % auf Platz zwei.
Auch die Stichwahl verlor Mockus mit 27,5 Prozent der Wählerstimmen gegen Juan Manuel Santos, der rund 69 Prozent erreichte.

### Senatswahl 2018
Nachdem er 2011 die Partei verlassen hatte, kehrte er im Jahr 2018 wieder als Nummer 1 auf der Liste der Allianza Verde bei der Parlamentswahl in Kolumbien 2018 in den Senat zurück und erreichte mit 536.252 Stimmen die höchste Stimmenzahl in der Hauptstadt Bogotá.

### Erkrankung
Im April 2010 gab Mockus bekannt, dass Ärzte bei ihm die frühen Symptome der Parkinson-Krankheit erkannt haben.